# مارتا مک‌آیزاک
مارتا مک‌آیزاک (انگلیسی: Martha MacIsaac؛ زادهٔ ۱۱ اکتبر ۱۹۸۴) هنرپیشه اهل کانادا است. وی از سال ۱۹۹۸ میلادی تاکنون مشغول فعالیت بوده‌است.
از فیلم‌هایی که وی در آن نقش داشته‌است، می‌توان به شاهزاده خانم یخی (۲۰۰۵)، خیلی بد (۲۰۰۷)، آخرین خانه در سمت چپ (۲۰۰۹)، ذوب‌شدن(۲۰۰۹)، واسه داشتن یه زمان خوش، تماس بگیرید… (۲۰۱۲)، نبرد دو جنس (۲۰۱۷)، امیلی در نیومون (۲۰۰۰–۱۹۹۸) اشاره کرد.